# Concerto pour violon de Schumann

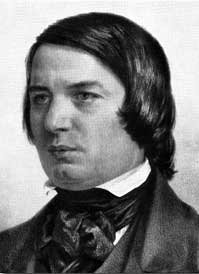
Portrait de Robert Schumann. Compositeur du "Concerto pour violon de Schumann" présenté dans cet article.

Le Concerto pour violon en ré mineur, WoO 23, est une œuvre pour violon et orchestre qui de Robert Schumann a été écrite en 1853. L'œuvre ne fut pas éditée du vivant de son auteur et tomba dans un oubli dont elle ne sortit qu'en 1937.

## Genèse
Le 21 septembre 1853, Robert Schumann note dans son carnet « Commencé une pièce pour violon ». Le 1er octobre « Concerto pour violon achevé ; visite de Johannes Brahms : un génie ! ». Au soir de sa vie, le compositeur n'a mis que onze jours à écrire son concerto. Pour expliquer cette rapidité fulgurante, il faut la replacer dans son contexte très particulier. Schumann avait rencontré quelques mois plus tôt le génial Joseph Joachim, disciple de Felix Mendelssohn et violoniste le plus accompli de sa génération. Âgé de seulement 22 ans, Joachim avait séduit les Schumann dans son interprétation somptueuse du concerto de Beethoven.
Le nom de Joachim apparaît dans presque toutes les pages du journal de Robert Schumann à l'été 1853. Joachim n'intervient pourtant pas dans la composition du concerto, le premier d'une longue série qui lui seront dédicacés. Il prendra plus tard une part active dans celle de Johannes Brahms, de Max Bruch, de Antonín Dvořák, au point que Brahms dira avec son humour habituel qu'il était normal que Joachim reçût son concerto, puisqu'il en avait écrit toute la partie de violon. Toujours est-il que Joachim, dérouté par ce concerto difficile et ingrat pour l'exécutant, ne créera jamais le concerto, et, à la mort de son auteur, renonce à le publier, avec l'assentiment de Brahms et de la femme du défunt, Clara Schumann.

## Création
Retiré dès lors du catalogue des œuvres du compositeur, le concerto, dont l'autographe a été offert par Clara Schumann à Joseph Joachim, est légué par Johannes, le fils du violoniste, à la bibliothèque de l'État prussien, à Berlin, avec l'interdiction de le publier avant le centenaire de la mort du compositeur en 1956. La petite nièce de Joachim, Jelly d'Arányi (avec sa sœur Adila Fachiri), une violoniste de talent, prétendit en 1933 avoir communiqué dans des séances de spiritisme avec Schumann et Joachim, qui lui enjoignirent de créer le concerto, ce qui fut prévu à l'automne 1937.
Toutefois, la hiérarchie nazie prit l'affaire en main, refusant que le concerto soit créé par l'Anglaise Jelly d'Arányi et encore moins par un autre violoniste d'alors, le tout jeune Yehudi Menuhin, d'origine juive. Ce fut donc un violoniste « aryen », Georg Kulenkampff qui, le 19 octobre 1933 créa le concerto, revisité anonymement par Hindemith, alors que d'Arányi le donnait le lendemain, et Menuhin le 14 novembre, aux États-Unis, avec accompagnement de piano. L'arrogance de Kulenkampff est restée célèbre par la lettre qu'il écrira à Carl Flesch :

« J'ai adapté la partie de violon, comme l'avait fait Hindemith. (…) À mon avis, l'original est, non adapté, tout simplement injouable ! Heureux aurait été Schumann que les modifications, qu'il avait vainement demandées à Joachim, aient été faites ! »

Le point d'achoppement est le finale, une polonaise lente (nicht schnell, indique Schumann), qui ne correspond pas au modèle de finale virtuose qui sera celui adopté notamment par Brahms. Pris dans un tempo rapide, comme celui que choisit Kulenkampff, il devient quasi impossible à jouer par le violon, d'où les simplifications apportées par Hindemith.
Toutefois, l'histoire retiendra surtout que c'est Menuhin qui enregistra la première version intégrale fidèle au manuscrit. Celle de Kulenkampff, acclamée par la critique et la propagande nazie, créée en présence de Joseph Goebbels, mais revisitée par le violoniste et sans les tuttis, est plus ou moins tombée dans l'oubli en dépit de la qualité du soliste.
Depuis, le concerto a été enregistré par Henryk Szeryng avec Antal Dorati à la baguette, mais aussi Gidon Kremer à deux reprises, notamment dans une version remarquée pour ses tempos avec Nikolaus Harnoncourt (il est le premier à jouer le troisième mouvement réellement nicht schnell, comme indiqué par Schumann), ainsi que Joshua Bell, Thomas Zehetmair et bien d'autres.

## Le concerto
Le concerto est composé de trois mouvements dont les deux derniers s'enchaînent :
1. In kräftigem, nicht zu schnellem Tempo, 
 alla breve,  = 50, ré mineur/majeur
2. Langsam, 
,  = 46, si bémol majeur
3. Lebhaft, doch nicht schnell, 
,  = 63, ré majeur

Comme pour beaucoup d'œuvres tardives de Schumann, la réception du concerto pour violon a été influencée par la biographie, au point que l'on ait voulu y voir l'une de ses œuvres les plus noires. Il est en revanche caractéristique du « style tardif » du compositeur qui à cette époque se détourne du lyrisme exubérant de ses premières œuvres pour aller vers plus de concentration, et substitue au développement thématique des modifications harmoniques et une présence obsessionnelle des thèmes qui d'un côté rappelle Schubert et de l'autre annonce l'expressionnisme. La fréquentation des œuvres de Bach, pour les sonates et partitas duquel Schumann compose à l'époque des accompagnements de piano, explique sans doute en partie l'utilisation de figurations baroques et de progressions harmoniques.
Le premier mouvement commence par un tutti puissant suivi d'un thème lyrique ; l'exposition soliste mettra en valeur le côté chantant des thèmes. Dans ce mouvement le soliste et l'orchestre ne s'entremêlent pas comme dans les autres concertos de Schumann mais s'opposent par blocs. Le langage de l'orchestre a l'ampleur de celui de la Symphonie « Rhénane ». Les thèmes sont soumis à un parcours harmonique, comme dans de nombreux mouvements de sonate de Schubert et sont combinés dans la coda. L'absence de cadence a dû déconcerter Joachim mais se justifie par la présence des blocs solistes.
Le côté introverti de Schumann se retrouve particulièrement dans le deuxième mouvement, avec une orchestration restreinte et une « mélodie infinie ». L'introduction aux violoncelles prépare l'entrée du thème qui offre des similitudes avec celui que « les esprits » dicteront à Schumann pendant son délire de février 1854, à part le fait qu'ici il n'est pas structuré comme une période classique mais se développe librement. Le soliste et l'orchestre prennent tour à tour la mélodie et l'accompagnement. Une transition accelerando amène troisième mouvement.
Celui-ci expose un thème de polonaise qui va revenir comme un refrain d'un rondo-sonate. La partie du soliste est très exigeante techniquement, en un dialogue complexe avec l'orchestre. Une vaste coda introduira des réminiscences thématiques des deux premiers mouvements. C'est ce mouvement qui a été la principale cible des critiques. Nombre de violonistes, à commencer par Kulenkampff, ont cherché à lui donner un caractère plus extroverti avec un tempo bien plus rapide que celui inscrit dans la partition, d'où la nécessité de simplifications à laquelle s'ajoutent des octavisations pour rendre la partie soliste plus « brillante », ce qui est en contradiction avec l'évolution de l'écriture de Schumann à partir de 1845.
L'écriture violonistique de Schumann, caractéristique de toutes ses œuvres pour l'instrument, exploite en effet beaucoup les cordes médianes, avec des ornementations assez délicates et souvent ingrates pour l'exécutant. Cela dit, le concerto mérite de figurer parmi les grandes œuvres de Schumann, et ce n'est pas un hasard s'il est joué et enregistré par des violonistes de plus en plus nombreux.

## Discographie
- Yehudi Menuhin, New York Philharmonic Orchestra, dir. John Barbirolli, 1937 (2002), Naxos Historical
- Henryk Szeryng, London Symphony Orchestra, dir. Antal Dorati, CD (1964), Mercury
- Gidon Kremer, Chamber Orchestra of Europe, dir. Nikolaus Harnoncourt (1994), Teldec
- Christian Tetzlaff, Frankfurt Radio Symphonie Orchestra, dir. Paavo Järvi (2009), Ondine
- Isabelle Faust, Freiburger Barockorchester, dir. Pablo Heras-Casado, CD (2015), Harmonia Mundi